# Gheorghe Anton
Gheorghe Anton (Chițcanii Vechi, 27 gennaio 1993) è un ex calciatore moldavo, di ruolo centrocampista.

## Carriera

### Club
Gioca nella massima serie moldava dal 2012.

### Nazionale
Ha esordito con la nazionale Under-21 moldava nel 2013; nel 2017 ha invece esordito in nazionale maggiore.

## Palmarès

### Club

#### Competizioni nazionali
- Coppa di Moldavia: 2

Zimbru Chișinău: 2013-2014
Sheriff Tiraspol: 2018-2019
- Supercoppa di Moldavia: 1

Zimbru Chișinău: 2014
- Campionato moldavo: 3

Sheriff Tiraspol: 2017, 2018, 2019